# بوبي ديبول
بوبي ديبول (بالإنجليزية: Bobby DePaul)‏ هو مدرب رياضي أمريكي، ولد في 1963.